# The Edge of Seventeen
The Edge of Seventeen (llamada en España Al filo de los diecisiete y en Hispanoamérica Mi vida a los diecisiete) es una comedia dramática dirigida y escrita por Kelly Fremon, cuyos protagonistas son Hailee Steinfeld, Haley Lu Richardson, Blake Jenner, Woody Harrelson y Kyra Sedgwick. El rodaje tuvo lugar el 21 de octubre de 2015 en Vancouver, y finalizó el 3 de diciembre. STX Entertainment estrenó la película el 30 de septiembre de 2016.

## Argumento
Nadine Byrd (Hailee Steinfeld) es una introvertida adolescente de diecisiete años, la cual es una chica depresiva y sin amigos. Todo empezó durante la infancia de Nadine, en segundo grado sufría de acoso escolar y no quería asistir a la escuela y tampoco se le daba entablar amistades, pero todo cambio cuando conoce a Krista (Haley Lu Richardson) quien se convierte en su mejor amiga.
Cuando Nadine cumplió trece años murió su padre Tom (Eric Keenleyside), mientras conducía y llevaba a Nadine, perdió en control del vehículo mientras cantaba una canción de la radio, al parecer se asfixió con comida al lado de Nadine, quien no pudo hacer nada. Los siguientes años fueron duros para toda la familia principalmente para su madre (Kyra Sedgwick), una mujer que al igual que su hija vive estresada y  deprimida. Su hermano Darian (Blake Jenner) es el típico chico popular, egocéntrico y presumido de la escuela, su relación con Nadine es pésima, prácticamente viven como perros y gatos. Nadine termina su amistad con Krista al encontrársela en la cama teniendo relaciones con su hermano y porque su amiga la hace a un lado por nuevos amigos gracias a su nuevo novio Darien.
Nadine conoce a Erwin (Hayden Szeto), un chico dulce y amable de la clase de historia, el cual gusta de ella y con el que salió una vez, sin embargo, a Nadine le gusta otro chico llamado Nick (Alexander Calvert), la historia llega a un punto en el cual Nadine accidentalmente le manda un mensaje a Nick diciéndole lo que siente y también diciéndole que quiere acostarse con él, hacerle sexo oral, sentir su pene dentro de ella y que le toque los senos.
Después de ese vergonzoso incidente, Nadine habla con su profesor de historia (Woody Harrelson) quien ve el mensaje y se queda atónito. Nadine acude a él para pedir ayuda, al no saber qué hacer le dice que se va a suicidar, pero todo cambia al recibir el mensaje de Nick diciéndole que sí y la citó para hacerlo esa misma noche.
Cuando están a punto de tener sexo. Nadine le dice que antes tienen que conocerse mejor y él se molesta diciéndole que no quiere conocerla y que solo quiere acostarse con ella. Decepcionada se va, esa noche le pide perdón a su hermano por todo lo que pasó entre ellos por el incidente con Krista y por todo lo que pasó en los años anteriores y se reconcilian. A la mañana siguiente se reconcilia con Krista y va a ver una presentación artística de Erwin donde se vuelven novios.

## Reparto
- Hailee Steinfeld - Nadine Byrd[2]
- Haley Lu Richardson - Krista[3]
- Blake Jenner - Darian Byrd[4]
- Kyra Sedgwick - Mona "madre de Nadine"[5]
- Woody Harrelson - Mr. Bruner "profesor de instituto"[5]
- Alexander Calvert - Nick
- Hayden Szeto - Erwin Kim[4]
- Katie Stuart - Jeannie
- Eric Keenleyside - Tom "papá de Nadine"
- Nesta Cooper como Shannon, una amiga de Darian.
- Laine MacNeil - Chica TCBY

## Producción
El 30 de marzo de 2011, se anunció que Gracie Films había comprado un guion cómico titulado Besties y descrita como "una comedia del estilo de John Hughes," escrita por Kelly Fremon, quién también ha hecho su debut en la dirección de la película, de acuerdo al trato con la compañía James L. Brooks produciría la película con Gracie Films junto con Julie Ansell, y Brooks sería el mentor de Fremon en su primera dirección de una película. El 20 de abril de 2015, STX Entertainment adquirió los derechos americanos de distribución de la película de la aún no titulada película. El 4 de agosto de 2015, Hailee Steinfeld fue elegida para interpretar el papel protagonista, mientras que Richard Sakai fue adjuntado a la producción de la película. El 24 de septiembre de 2015, Woody Harrelson, y Kyra Sedgwick se unieron al reparto de la película, Harrelson interpretando el papel de un profesor de instituto, y Sedgwick como la madre de Nadine. El 6 de octubre de 2015, Blake Jenner fue elegido para interpretar al hermano mayor de Nadine, un popular chico que sale en secreto con la mejor amiga de Nadine, Krista. Hayden Szeto se unió para interpretar un papel desconocido, mientras que Fremon produciría también la película. Haley Lu Richardson también fue elegida para interpretar el papel de Krista.
La fotografía principal de la película comenzó el 21 de octubre de 2015 en Hollywood North, Vancouver. La grabación también tuvo lugar en el área de Metro Vancouver, luego en la escuela secundaria de Guildford Park y cerca del Guildford Town Centre en Surrey, British Columbia. La filmación finalizó el 3 de diciembre de 2015.